# Перилла кустарниковая
Пери́лла кустарниковая (лат. Perilla frutescens) — травянистое ароматное растение, вид рода Перилла (Perilla) семейства яснотковых (Lamiaceae). Это однолетнее растение, произрастающее в Юго-Восточной Азии и на индийском нагорье, традиционно выращиваемое на Корейском полуострове, в Южном Китае, Японии и Индии в качестве сельскохозяйственной культуры. Разновидность этого растения P. frutescens var. crispa с зубчатыми листьями, известная как «шисо», широко выращивается в Японии (листья в японской кухне называют листья шисо). Растение используют как листовой овощ и пряную траву, как масличную культуру для получения периллового масла из семян и как лекарственное растение. Некоторые люди воспринимают неприятным запах перилловго кетона, который содержится в листьях и является уникальным для периллы.
В процессе длительного культивирования было выведено множество сортов и культурных форм периллы, что затрудняет классификацию рода. На садоводческих сайтах периллу часто путают с базиликом и колеусом (плектрантусом шлемниковидным), принадлежащим к этому же семейству. Геном одомашненного сорта с тёмными листьями был секвенирован.
Перилла кустарниковая также выращивается в садах в качестве декоративного растения, привлекает бабочек и отпугивает резким запахом насекомых-вредителей. Существуют декоративные сорта с ярко окрашенными листьями. В Соединенных Штатах перилла является инвазивным сорняком-вредителем, токсичным для крупного рогатого скота при употреблении им в пищу.

## Ботаническое описание

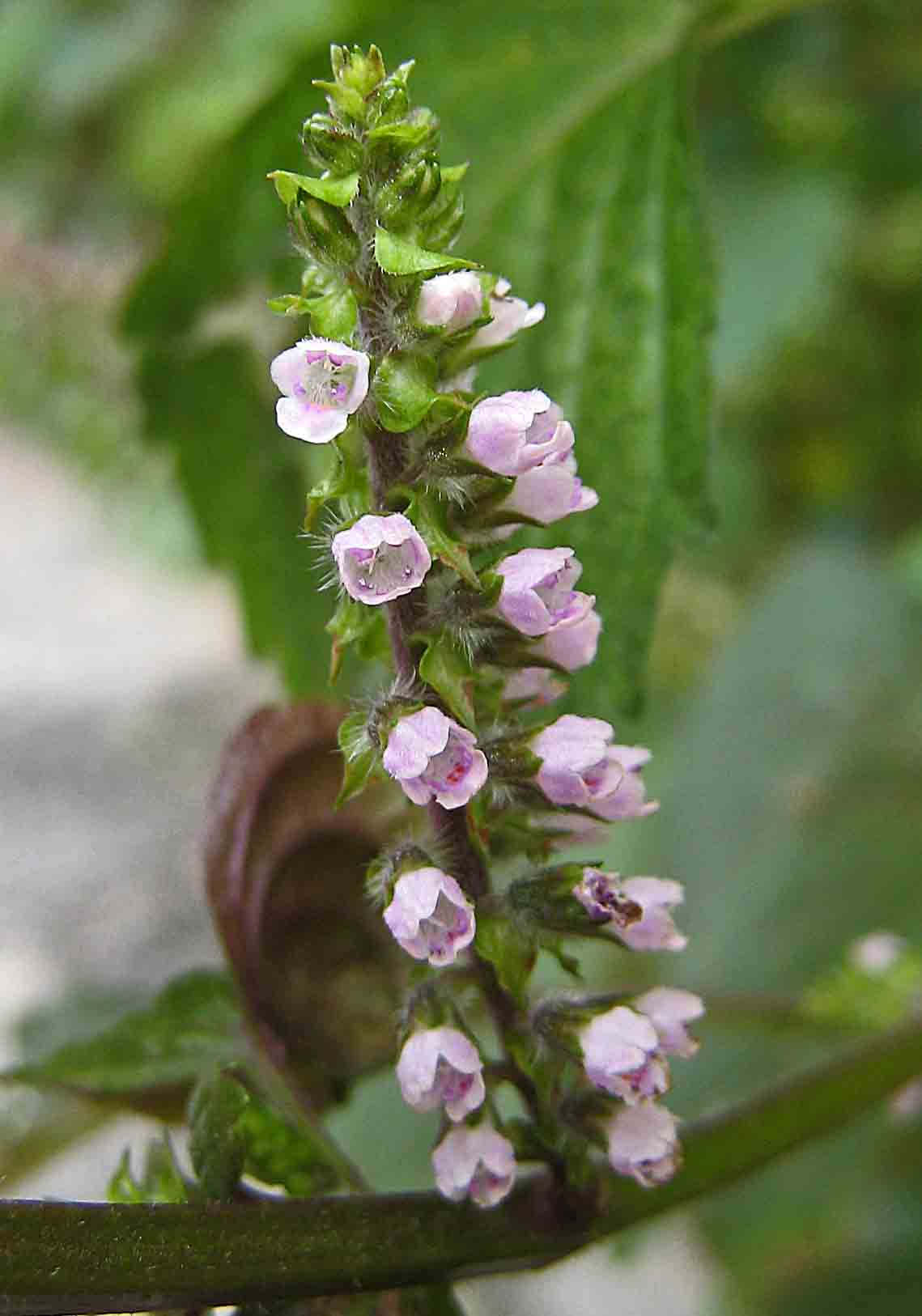
Соцветие

Однолетнее травянистое растение высотой 60–90 см, стебли которого опушены и имеют квадратную форму в сечении.
Листья похожи на лист крапивы двудомной. Они супротивные, 7–12 см в длину и 5–8 см в ширину, с широкой овальной формой, заостренными концами, зубчатыми (пилообразными) краями и длинными черешками листьев. С выраженным сильным ароматом. Листья зелёные с редкими штрихами фиолетового цвета на нижней стороне.
Цветки собраны в кисти на концах ветвей и главного стебля, цветут в конце лета. Чашечка 3–4 мм длиной, состоит из верхних трёх чашелистиков и опушенных нижних двух. Венчик 4–5 мм длиной, нижняя губа длиннее верхней. Две из четырех тычинок длинные.
Плод — схизокарпий, диаметром 2 мм, с сетчатым узором на внешней стороне. Семена периллы могут быть мягкими или твердыми, белого, серого, коричневого и темно-коричневого цвета и имеют шаровидную форму. 1000 семян весят около 4 г. Семена периллы содержат около 38–45% липидов.

## Таксономия

### Этимология
Научное название рода Perilla происходит от латинского слова pera, означающего сумку или кошелёк, в связи с плодоносящей чашечкой.
Видовой эпитет frutescens означает кустарниковый или кустистый.

#### Обиходные названия
Наряду с другими представителями рода Perilla, это растение обычно обиходно называют «пери́ллой». Может встречаться под обиходными названиями: пери́лла маслиничная, пери́лла базиликовая, пери́лла гималайская, петрушка японская, японская судза. Его также называют корейской пери́ллой из-за его обширного выращивания в Корее и использования в корейской кухне. По научному названию Perilla nankinensis (Lour.) Decne., 1852, которое теперь признали синонимом разновидности P. frutescens var. crispa (Thunb.) H.Deane, 1923, вид называют пери́лла нанкинская, от названия китайского города Нанкин.
Сорта, предназначенные для употребления в пищу, иногда собирательно называют пери́лла овощная, декоративные сорта — пери́лла декоративная, а сорта с пурпурными листьями — пери́лла пурпурная.
Разновидность P. frutescens var. crispa с зубчатыми листьями, как и сами листья в японской кухне, известны под названием шисо (яп. 紫蘇).
В Соединенных Штатах, где растение стало сорняком, оно известно под многими названиями, такими как: перилловая мята, бифштексное растение (англ. beefsteak plant, так как фиолетовые и красные листья напоминают цветом сырую говядину), китайский базилик, дикий базилик, синяя трава, разноцветные одежды Иосифа (англ. Joseph's coat), дикий колеус и гремучая трава (англ. rattlesnake weed).

### Внутривидовые таксоны
Perilla frutescens (L.) Britton, 1894 имеет три известных разновидности:
- P. frutescens var. crispa (Thunb.) H.Deane — перилла курчавая[12], с закрученными, крупнопильчатыми пурпурными листьями, также называемая шисо или вьетнамская перилла (вьет. tía tô)[13].
- P. frutescens var. hirtella (Nakai) Makino —  разновидность с опушёнными листьями (hirtella с лат. — «волосистенькая»), также называемая лимонной периллой, Perilla frutescens var. hirtella[яп.]
- P. frutescens var. frutescens (L.) Britton — с зелёными листьями с ровным краем, часто с пурпурной изнанкой, называется корейской периллой или дэулккэ .

## Химический состав и токсичность
Различные сорта периллы используются в традиционной медицине Юго-Восточной Азии.
Характерные ароматически активные фитохимические вещества в листьях периллы включают углеводороды, спирты, альдегиды, фураны и кетоны, в частности периллоый кетон, который является источником характерного «периллового» запаха растения, который воспринимается неприятным для части людей. Другие фитохимические вещества — алкалоиды, терпеноиды, хинины, фенилпропаноиды, полифенолы, флавоноиды, кумарины, антоцианы, каротиноиды, неолигнаны, жирные кислоты, токоферолы и ситостерины.
Другие соединения включают периллальдегид, лимонен, линалоол, бета-кариофиллен, ментол и альфа-пинен.  Разновидность crispa отличается цветом листьев и стеблей, который варьируется от зелёного до красного и фиолетового, что указывает на присутствие антоцианов.
Хотя перилла широко культивируется как съедобное растение для людей, она токсична для крупного рогатого скота и других жвачных животных, а также лошадей. У пастбищного скота растительные кетоны вызывают острый респираторный дистресс-синдром, также называемый «болезнью удушья».

## Выращивание
Растение было завезено на Корейский полуостров до эпохи Объединенного Силла, когда его начали широко культивировать.
В естественном состоянии урожайность листьев и семян периллы невысока. Если летом срезать стебель примерно на 5 см выше уровня земли, вырастает новый стебель, который дает больше плодов. Листья можно собирать со стебля, срезанного летом, а также с нового стебля и его ветвей в течение лета и осени. Семена собирают осенью, когда плоды созреют. Чтобы собрать семена периллы, собирают все растение, и семена выбивают из растения, прежде чем раскладывать для сушки на солнце .

## Кулинарное использование

### Китай
В маньчжурской кухне листья периллы используются для приготовления эфена («паровой булочки»).  Булочки из периллы готовятся из клейкого сорго или клейкого рисового теста, начиняются пастой из красной фасоли и заворачиваются в листья периллы.  Блюдо связано с Днем истощения пищевых ресурсов , традиционным маньчжурским праздником, который отмечается каждый 26-й день 8-го месяца лунно-солнечного календаря .

### Индия
В Индии семена периллы жарят и измельчают с солью, чили и томатами, чтобы приготовить пикантный гарнир или чатни. В Кумаоне семена культивируемой периллы едят сырыми, масло семян используют в кулинарии, а жмых употребляют в сыром виде или скармливают скоту. Жареные семена также измельчают для приготовления острого чатни. Семена и листья периллы также используют для придания вкуса карри на северо-востоке Индии. В кухне Манипури молотые жареные семена используют в салате. Семена используют в салатах и мясных блюдах кхаси, а ассамцы, бодо и наги также хорошо знают о его использовании.

### Япония
| Красное шисо (f. purpurea)             | Shiso (紫蘇)                 |
| Красное шисо (f. purpurea)             | Akajiso (赤紫蘇)             |
| Ruffled red shiso (f. crispa)          | Chirimen-jiso (縮緬紫蘇)     |
| Зелёный шисо (f. viridis)              | Aojiso (青紫蘇)              |
| Зелёный шисо (f. viridis)              | Ōba (大葉)                   |
| Ruffled green shiso (f. viridi-crispa) | Chirimen-aojiso (縮緬青紫蘇) |
| Bicolor shiso (f. discolor)            | Katamen-jiso (片面紫蘇)      |
| Variegated shiso (f. rosea)            | Madara-jiso (斑紫蘇)         |

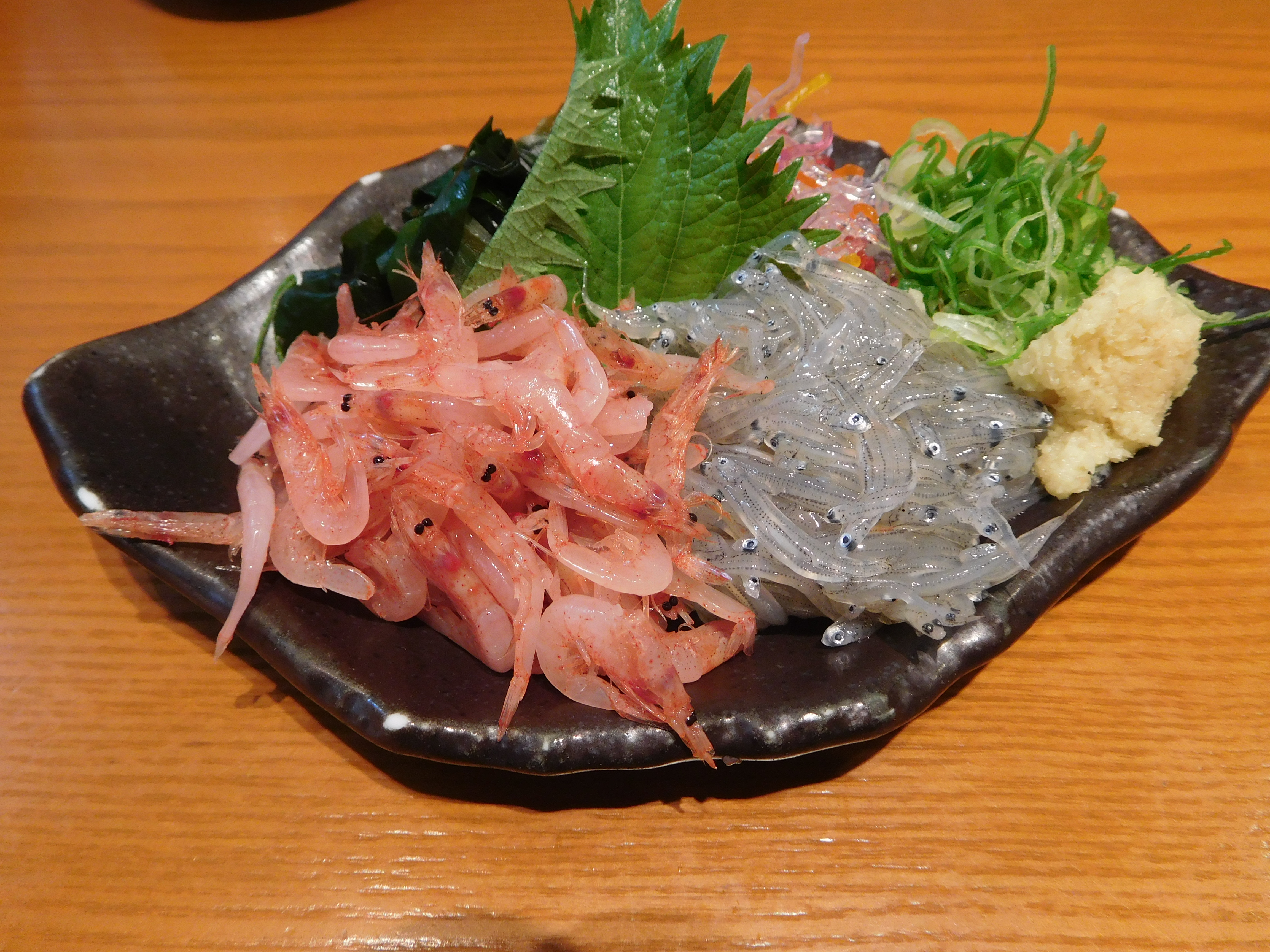
Сашими из сырых креветок и мальков иваси (Sardinops melanostictus) с листом шисо

В регионах Тохоку на северо-востоке Японии считалось, что это добавляет десять лет к продолжительности жизни человека. Местное блюдо в префектуре Фукусима состоит из полуфунтовых неклейких рисовых котлет, которые нанизываются на шампуры, смазываются мисо, смешиваются с жареными и молотыми семенами дзюнен и обжариваются на углях. В Японии популярен чай Шисо с листьями периллы, обладающий иммуномодулирующими, антиоксидантными, антитоксическими и успокаивающими свойствами.
Масло, выжатое из семян, исторически использовалось в лампах. Говорят, что военачальник Сайто Досан (1494–1556) изначально был продавцом масла из семян эгомы .

### Корея

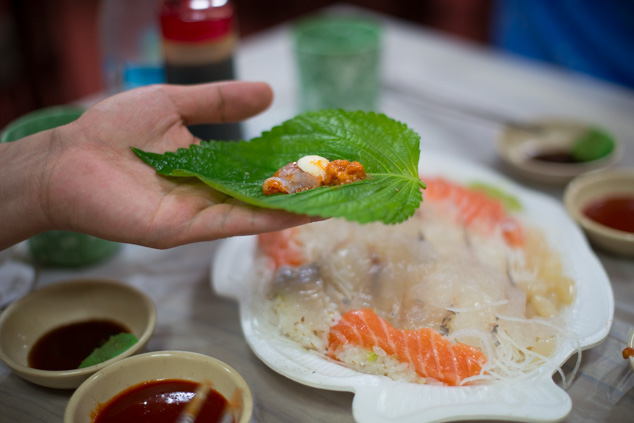
Ссам с сырой рыбой

В корейской кухне листья периллы (кор. 깻잎) широко используются как листовой овощ. Их также в обиходе называют «листья кунжута», хотя растение не принадлежит к роду Кунжут (Sesamum). Периллу используют в сыром свежем виде как овощ ссам (ссам — способ употребления мяса или маринованных продуктов, завернутых в листья), в свежем или бланшированном виде как овощ намуль, маринуют в соевом соусе или соевой пасте для приготовления солений или кимчхи. Кимчхи из листьев периллы называется ккэннип-кимчхи (кор. 깻잎김치).
Семена периллы называют Deulkkae (кор. 들깨), их либо поджаривают и измельчают в порошок, либо поджаривают и прессуют для получения масла периллы. Поджаренный порошок deulkkae используется в качестве специи и приправы для супа, приправленных овощных блюд, блюд из лапши, кимчи и рыбных котлет. Он также используется в качестве покрытия или топпинга для десертов: Yeot и несколько разновидностей рисовых лепешек можно покрыть поджаренным порошком периллы. Масло периллы, изготовленное из поджаренных семян периллы, используется в качестве масла для жарки и приправы.
В корейской западной кухне листья периллы иногда используются вместо базилика, а порошок семян и масло используются в салатных заправках, а также в соусах для макания. В ресторане, отмеченном звездой Мишлен в Сеуле, подают ореховое ванильное мороженое, ингредиентом которого является масло периллы.

## Декоративное и хозяйственное использование
В Китае некоторыми сортами декоративной периллы обсаживают поля, чтобы туда не забредала скотина и для отпугивания насекомых-вредителей (растение-репелент).